# UFC 156
UFC 156: Aldo vs. Edgar è stato un evento di arti marziali miste organizzato dalla Ultimate Fighting Championship che si è tenuto il 2 febbraio 2013 al Mandalay Bay Events Center di Las Vegas, Stati Uniti.

## Retroscena
Il main match tra il campione dei pesi piuma José Aldo e l'ex campione dei pesi leggeri Frankie Edgar venne fortemente pubblicizzato come un superfight nella storia dell'UFC.
L'evento avrebbe dovuto ospitare la sfida tra Dan Henderson e Lyoto Machida, ma il match venne spostato all'evento UFC 157: Rousey vs. Carmouche per migliorare quest'ultima card.
Jay Hieron avrebbe dovuto affrontare Erick Silva, ma quest'ultimo diede forfait per infortunio e venne sostituito con l'ex Strikeforce Tyron Woodley.
L'incontro tra Robbie Peralta e Akira Corassani venne posticipato perché quest'ultimo era malato.

## Risultati

### Card preliminare
- Incontro categoria Pesi Gallo:  Francisco Rivera contro  Edwin Figueroa

Rivera sconfisse Figueroa per KO Tecnico (pugni) a 4:20 del secondo round.
- Incontro categoria Catchweight (139,5 lb):  Chico Camus contro  Dustin Kimura

Kimura sconfisse Camus per sottomissione (strangolamento da dietro) a 1:50 del terzo round.
- Incontro categoria Pesi Leggeri:  Yves Edwards contro  Isaac Vallie-Flagg

Vallie-Flagg sconfisse Edwards per decisione divisa (29-28, 28-29, 29-28).
- Incontro categoria Pesi Leggeri:  Jacob Volkmann contro  Bobby Green

Green sconfisse Volkmann per sottomissione (strangolamento da dietro) a 4:25 del terzo round.
- Incontro categoria Pesi Welter:  Tyron Woodley contro  Jay Hieron

Woodley sconfisse Hieron per KO (pugni) a 0:36 del primo round.
- Incontro categoria Pesi Leggeri:  Gleison Tibau contro  Evan Dunham

Dunham sconfisse Tibau per decisione divisa (29-28, 28-29, 29-28).

### Card principale
- Incontro categoria Pesi Mosca:  Joseph Benavidez contro  Ian McCall

Benavidez sconfisse McCall per decisione unanime (29-28, 29-28, 29-28).
- Incontro categoria Pesi Welter:  Jon Fitch contro  Demian Maia

Maia sconfisse Fitch per decisione unanime (30-27, 30-27, 30-27).
- Incontro categoria Pesi Massimi:  Alistair Overeem contro  Antônio Silva

Silva sconfisse Overeem per KO Tecnico (pugni) a 0:25 del terzo round.
- Incontro categoria Pesi Mediomassimi:  Rashad Evans contro  Antônio Rogério Nogueira

Nogueira sconfisse Evans per decisione unanime (29-28, 29-28, 29-28).
- Incontro per il titolo dei Pesi Piuma:  José Aldo (c) contro  Frankie Edgar

Aldo sconfisse Edgar per decisione unanime (49-46, 49-46, 48-47) e mantenne il titolo dei pesi piuma.

## Premi
I seguenti lottatori sono stati premiati con un bonus di 50.000 dollari:
- Fight of the Night:  José Aldo contro  Frankie Edgar
- Knockout of the Night:  Antônio Silva
- Submission of the Night:  Bobby Green